# Marcel Duijn
Marcel Duijn   (Heemskerk, 12 de maig de 1977) va ser un ciclista neerlandès, professional de 2000 a 2003.

## Palmarès
- 1997
  - Vencedor d'una etapa de la Volta a la Província de Lieja
- 1998
  -  Campió dels Països Baixos de contrarellotge sub-23
  - 1r al Triptyque des Monts et Châteaux
  - 1r al Tour Beneden-Maas i vencedor d'una etapa
- 1999
  - 1r a l'Olympia's Tour i vencedor d'una etapa

### Resultats al Giro d'Itàlia
- 2000. Abandona